# Rot-Weiß Berrendorf
Rot-Weiß Berrendorf (offiziell: Fußballclub Rot-Weiß Berrendorf 1926 e.V.) ist ein Sportverein aus Elsdorf im Rhein-Erft-Kreis. Die erste Fußballmannschaft der Frauen nahm jeweils einmal an der Endrunde um die deutsche Meisterschaft und dem DFB-Pokal teil, während die erste Fußballmannschaft der Männer ein Jahr in der höchsten mittelrheinischen Amateurliga spielte.

## Geschichte

### Frauenfußball
Die Fußballerinnen von Rot-Weiß Berrendorf wurden im Jahre 1978 Mittelrheinmeister und qualifizierten sich für die Endrunde um die deutsche Meisterschaft. Dort musste sich die Mannschaft bereits in der ersten Runde dem KBC Duisburg mit 0:2 und 0:3 geschlagen geben. Sechs Jahre später gewannen die Berrendorferinnen den Mittelrheinpokal und qualifizierten sich damit für den DFB-Pokal. Nach einem 4:2-Sieg über den ATSV Stockelsdorf folgte in der zweiten Runde das Aus nach einem 0:2 beim KBC Duisburg. Im Jahre 1985 gehörte Rot-Weiß Berrendorf zu den Gründungsmitgliedern der seinerzeit erstklassigen Regionalliga West, aus der die Mannschaft 1988 abstieg. Mit Elke Richter stellte der Verein eine deutsche Nationalspielerin. Derzeit stellt der Verein keine Frauenmannschaft.

### Männerfußball
Die Männer von Rot-Weiß Berrendorf stiegen 1951 in die Bezirksklasse auf und schafften drei Jahre später den Aufstieg in die Landesliga, die seinerzeit höchste Amateurliga am Mittelrhein. Nach nur einem Jahr stiegen die Berrendorfer wieder in die Bezirksklasse ab und mussten 1958 den Gang in die Kreisklasse antreten. Zwei Jahre später gelang der Wiederaufstieg. In den folgenden Jahren kam die Mannschaft nicht mehr über untere Spielklassen hinaus. Seit dem Aufstieg im Jahre 2007 spielten die Rot-Weißen in der Kreisliga A, ehe zehn Jahre später der Abstieg in die Kreisliga B folgte. Im Jahre 2022 stiegen die Rot-Weißen wieder in die Kreisliga A auf.

## Persönlichkeiten
- Elke Richter